# Chiesa di San Gennaro al Vomero
La chiesa di San Gennaro al Vomero è una delle chiese storiche di Napoli erette nel quartiere Vomero. L'edificio è ubicato nelle immediate vicinanze di piazza Vanvitelli, una delle piazze principali del quartiere.

## Storia
La chiesa trae le proprie origini nel 1884, periodo in cui fu necessaria la costruzione di una nuova struttura di culto, poiché la vicina chiesa di Santa Maria del Soccorso all'Arenella non riusciva più a soddisfare, da sola, le esigenze dei fedeli: uno dei motivi principali è che oramai si presentava troppo decentrata.
La costruzione della chiesa fu possibile soprattutto grazie all'intervento di re Umberto I che concesse l'erezione di quattro nuove parrocchie, tra cui questa in questione.
Nel corso della sua storia è stata restaurata due volte a causa di crolli e lesioni provocati da due terremoti, quello del 1930 e quello del 1980.

## Architettura

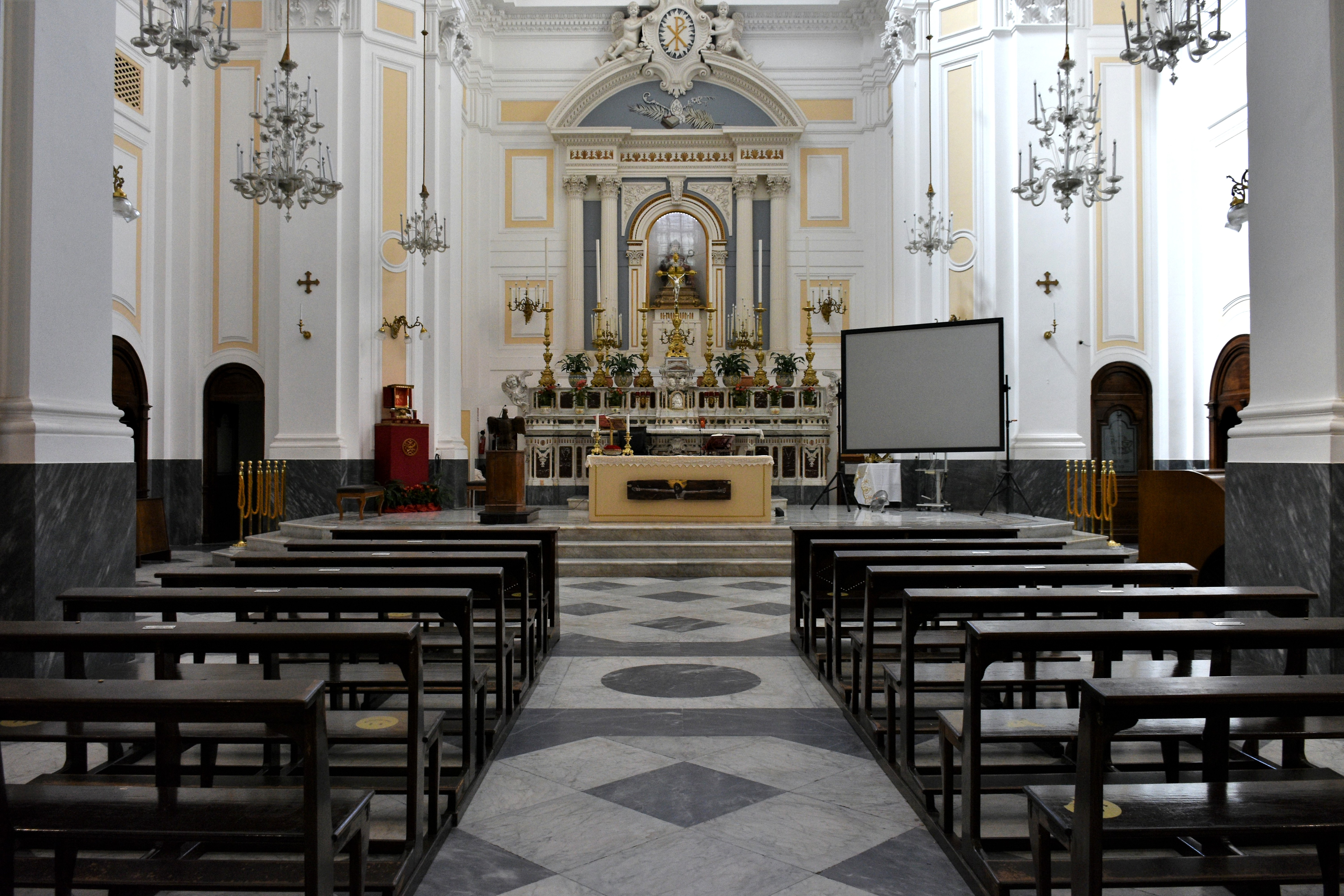
Interno

La chiesa è puramente neoclassica ed è opera di Luigi Bottino, figlio di quel Giuliano Bottino che era stato un celebre architetto della Real Casa dei Borbone.
L'interno è a croce latina e ad unica grande navata con sei cappelle contraddistinte da paraste corinzie binate e sormontate da cornici con volte a botte a motivi floreali a stucco; la navata, che si incrocia con l'abside, è sovrastata da un'alta cupola.
La controfacciata è caratterizzata da una cantoria dell'inizio del XX secolo, in legno intagliato, ed anche da un grande e pregevole organo in legno dipinto, intagliato a metallo a fusione.
All'interno della chiesa sono collocate anche acquasantiere, fonte battesimale e altari in marmi policromi (oltre a quello maggiore) del XIX-XX secolo, creati da maestranze napoletane; vi sono conservate altre opere d'arte dello stesso periodo. La navata e il presbiterio, inoltre, sono abbelliti da 12 grandi lampadari di vetro di Murano.
Da ricordare anche il crocifisso della mensa.
L'altare maggiore del XVIII secolo è composto da marmi policromi, da cherubini in marmo bianco e da un tabernacolo dello stesso periodo in metallo argentato.
Infine, la mostra d'altare del XIX secolo possiede, inquadrato da due coppie di colonne corinzie, il busto di San Gennaro in legno intagliano e dipinto, del XVIII secolo. 
Le opere d'arte che contiene al suo interno sono ben più antiche e provenienti dal vecchio monastero di Santa Patrizia all'Anticaglia: si tratta di quattro dipinti su tavola.